# Cristina Judar
Cristina Veiga Judar (São Paulo, 29 de mayo de 1971), más conocida como Cristina Judar, es una escritora, guionista y periodista brasileña, con posgrado en Periodismo Cultural por la FAAP, con experiencia en redacciones de periódicos y revistas, y agencias de comunicación.

## Biografía
Cristina Judar afirma que "nació escritora". Comenzó a leer temprano y, como le gustaba leer, comenzó a escribir en laboratorios de escritura en la escuela. Sin embargo, sólo cuando ya trabajaba como periodista tomó la iniciativa de reunir el primer conjunto de textos que consideró "publicables". Aunque no fue su primera producción literaria, Roteiros para uma Vida Curta (2014), recibió una Mención Honorífica en el Premio de Literatura Sesc 2014 y fue publicada por la Editora Reformatório en 2016. Anteriormente, Judar ya había publicado dos novelas gráficas: Lina (2009, Editorial Estação Liberdade), y Vermelho, Vivo (2011, Devir Brasil).
En 2015, escribió el proyecto de prosa poética Question For a Live Writing, tras ser seleccionada para una residencia literaria en la Universidad Queen Mary de Londres. A partir de entonces, sus textos fueron traducidos y publicados en Inglaterra, Estados Unidos, Egipto, Italia, Mozambique, Países Bajos, España, Alemania, México, Líbano, Indonesia, País Vasco y Nigeria.
Su novela Oito do Sete (Editorial Reformatório), premiada por ProAC de Prosa 2014, fue finalista del Premio Jabuti 2018 (categoría Mejor Novela) y ganadora del Premio São Paulo de Literatura 2018 (categoría Mejor Novela - autores mayores de 40 años). En diciembre del mismo año formó parte de la delegación de autores brasileños en la FIL - Feria Internacional del Libro de Guadalajara.
En marzo de 2019, participó de la Primavera Literaria Brasileña, con presentaciones en la Universidad Sorbona, Fundación Calouste Gulbenkian de París, Universidad París 1 y Universidad Libre de Bruselas. Aún en 2019, coorganizó la antología de autores LGBTQ brasileños A resistência dos vaga-lumes (Editora Nós). En 2020, coorganizó la antología Pandemônio: nove narrativas entre São Paulo - Berlim. Ese mismo año participó en la edición online de la Feria del Libro de Frankfurt.
Su segunda novela, Elas marcham sob o sol (Dublinense), se estrenó en 2021. El libro contó con los derechos de edición y traducción adquiridos por la editorial mozambiqueña Trinta Zero Nove (ganadora del International Excellence Awards, ofrecido por la Feria del Libro de Londres 2021 y la Asociación de Editores del Reino Unido) y para la editorial egipcia Sefsafa Publishing House. También este año se publicó en Brasil su primer libro infantil, Uma criatura no canto do meu quarto ("Una criatura en el rincón de mi habitación", Editorial Cuore).
Cristina Judar fue una de las escritoras brasileñas seleccionadas para la antología Calico Series, publicada en 2021 por la editorial estadounidense Two Lines Press. Otro proyecto de carácter colectivo e internacional en el que participó se llama Lumbung: contos de mutirão, una antología de relatos de ficción organizada por la megaexposición de arte contemporánea Documenta, publicada por editoriales de siete países y lanzada en Brasil, en 2022, por Dublinense.

## Activismo en redes sociales
Cristina Judar se identifica como no binaria, y en sus redes sociales usa los pronombres "elu, ela y ele", además de utilizar términos neutros en sus textos; clasifica esta experiencia de representación de identidades invisibles como "liberadora", y añade que el "lenguaje neutro/no binario no es excluyente", ya que "abre espacio para que existencias e identidades fuera del binario masculino-femenino sean igualmente contempladas y respetadas. No hay por qué entender la inclusión como algo negativo".

## Premios literarios e incentivos culturales
- ProAc (Programa de acción cultural de la Secretaría de Estado de Cultura del Gobierno del Estado de São Paulo) de Cómic 2008 – Lina[2]
- ProAc (Programa de acción cultural de la Secretaría de Estado de Cultura del Gobierno del Estado de São Paulo) de Cómic 2010 – Vermelho, Vivo[2]
- ProAc (Programa de acción cultural de la Secretaría de Estado de Cultura del Gobierno del Estado de São Paulo) de Literatura 2014 – Oito do Sete[2]
- Mención de Honor en el Premio de Literatura SESC 2014 – Roteiros para uma vida curta[2]
- Beca de residencia literaria en la Universidad Queen Mary de Londres, ofrecida por el Ministerio de Cultura de Brasil y el British Council (2015)[2]
- Finalista del Premio Jabuti 2018 – Categoría Mejor Novela – Oito do Sete[2]
- Premio de Literatura de São Paulo 2018, categoría Mejor Novela (autores mayores de 40 años) – Oito do Sete[2]

## Obras publicadas[15]

### HQ
- Lina (2009) – con el ilustrador Bruno Auriema - Editora Estação Liberdade[2]
- Vermelho, Vivo (2011) – con el ilustrador Bruno Auriema - Editora Devir[2]

### Cuento
- Roteiros para uma vida curta (2016) - Editora Reformatório (Mención de Honor - Premio SESC de Literatura 2014)[2]

### Literatura infantil
- Uma criatura no canto do meu quarto (2021) - con el ilustrador Fernando Luiz - Editora Cuore

### Novela
- Oito do Sete (2017) - Editora Reformatório (libro ganador del Premio de Literatura de São Paulo y finalista del Premio Jabuti, ambos en 2018)[2]
- Elas marchavam sob o sol (2021) - Dublinense[2]

### Antologías
- RelevO 5 anos (2015) - Jornal RelevO
- Cem anos de amor, loucura & morte (2017) - Editora Moinhos
- Cada um por si e Deus contra todos (2017) - Editora Tinta Negra
- Perdidas – histórias para crianças que não têm vez (2017) - Imã Editorial.
- A resistência dos vaga-lumes – antología brasileña escrita por LGBTQs (2019) - Editora Nós[2]
- Contos Brutos – 33 textos sobre autoritarismo (2019) - Editora Reformatório
- Antifascistas: contos, crônicas e poemas de resistência (2019) - Editora Mondrongo
- Tudo vai ficar bem - série de ficção sobre o enfrentamento do isolamento social no Brasil (2020) - Storytell
- Pandemônio – nove narrativas entre São Paulo - Berlim/Pandemonium – nine narratives bridging São Paulo - Berlin (2020)[2]
- CUÍER (2021) – Two Lines Press[16]
- Lumbung: contos de mutirão (2022)